# هشام ناظر
هشام ناظر (انگلیسی: Hisham Nazer; ۳۱ اوت ۱۹۳۲ – ۱۴ نوامبر ۲۰۱۵) دیپلمات، سیاستمدار، نویسنده و مدیر ارشد اجرایی اهل عربستان سعودی بود. وی در فاصله سال‌های ۱۹۸۶ تا ۱۹۹۵ برای مدت بیش از ۹ سال، بعنوان وزیر نفت و مواد معدنی عربستان سعودی فعالیت می‌کرد. او از ۱۹۷۵ تا ۱۹۹۱ نیز وزیر برنامه‌ریزی بود.